# Makrame
Makramé je starodavna umetnost vezanja vozlov v določene vzorce (namesto kvačkanja ali pletenja), ki se lahko uporabljajo za različne ustvarjalne namene, od nakita, dekoracije doma, oblačil, uporabnih predmetov itd. 

## Etimologija
Francoska oblika makramé naj bi imela dva možna izvora:
v francoščino naj bi prišla preko italijanščine iz arabščine, kjer se moška oblika besede »miqram« uporablja za pisan vezen zastor, pregrinjalo za posteljo, ženska oblika »miqrama« pa vezeno tančico, rjuho, spalni prostor. Odtod izvira tudi turška izposojenka »maqrame«, ki pomeni robec.

## Zgodovina
Povezovanje vrvi z različnimi vozli so poznala že najstarejša ljudstva, kot so Stari Egipčani, Asirci, Hetiti, pa tudi inkovska kultura v Peruju, ki ni poznala pisave, je razvila kvipu, na decimalnem sistemu temelječi zapis na povezanih raznobarvnih vrvicah z različnimi vozli. 
Zagotovo je z razvojem makrameja povezano osnovno poznavanje tkanja in pletenja različnih mrež, ki so se od pradavnine uporabljale pri lovu in ribolovu.
Ko so leta 756 muslimanski Arabci na Pirinejskem polotoku osnovali Kordovski kalifat, so z berberi mešana arabska plemena odločilno vplivala na razvoj industrije, znanja, znanosti ter umetne obrti, s seboj pa  so prinesli tudi spretnost vozlanja. Ta vpliv je zamrl šele leta 1609, ko so po rekonkvisti z Iberskega polotoka pregnali zadnje Mavre. 
Drug orientalski vpliv je prišel v Evropo nedvomno s križarskimi vojnami, ko se je razširila arabska kultura in ponekod noša pod orientalnim vplivom. Sčasoma so se razmeroma enostavno vozlane egipčanske in asirske rese spremenile v umetelno vozlane uporabne in umetniške izdelke. 
Tretji odločilni vpliv so imela pomorska potovanja. Zaradi trgovskih vezi z Orientom so v Sredozemlje prihajala znanja različnih  vozlov, ne samo riž, indigo, tkanine, ampak tudi dragoceni vozlani izdelki. Ker so bile ladje pogosto več mesecev na morju, ter je bilo ob brezvetrju obilo prostega časa, so pomorščaki tedaj vrvi in drugo predivo na ladjah vozlali v vzorce, kot so jih videli na vzhodu, ladje so krasili z vozlanimi trakovi za zvonce, delali so okrasne obrobe za prte, ovijali steklenice z zapletenimi okrasnimi mrežami ipd. 
V 14. in 15. stoletju so se v velikih italijanskih pristaniščih Benetkah, Genovi in Neaplju, zaradi njihovih občasnih močnih trgovskih stikov z Orientom, razvili centri izdelovanja umetelnih vozlanih izdelkov, ki so jih pod imenom »punto a groppo« (vzorec z vozlastimi zankami) poučevali tudi v številnih samostanskih šolah. Nekaj izdelkov iz tega obdobja je ohranjenih v muzejih, in jih zaradi tankih niti ter natančne izdelave poimenujejo kar »vozlaste čipke«.
V obdobju Bidermajerja, ki je nastopil po Romantiki, je življenje v premožnejši družbi potekalo urejeno, s služabniki in pomočnicami, zato so imeli ljudje veliko časa za razna ročna dela in domačo umetno obrt. Ženske so tedaj pod vplivom modnih časopisov stanovanja krasile s številnimi ročnimi deli, še zlasti v viktorijanski Angliji. Izdelovale so npr. senčnike za svetilke, stojala za steklenice, viseče košare za rože, okrasne robove za predalnike, pokrivala za kuhana jajca, razne pasove, trakove za ure in verižice, obrobe, rese...

Potem je ta umetnost  nekako zamrla in ponovno zaživela šele v 60. letih prejšnjega stoletja, s hipijevskim gibanjem in se od tedaj kot ročna spretnost in umetniško ustvarjanje ponovno razvija po vsem svetu, v najrazličnejših oblikah.

## Različni makrame vozli
- Začetni vozel
- Dvojni verižni vozel
- Jožefinski vozel